# August Nilsson
August Nilsson (Enköping, 15 de outubro de 1872 - Estocolmo, 23 de maio de 1921) foi um praticante de cabo-de-guerra e um atleta sueco. Nos Jogos Olímpicos de Verão de 1900, fez parte da equipe mista formada por atletas dinamarqueses e suecos que conquistou a medalha de ouro no cabo de guerra. Na mesma edição dos Jogos, participou de dois eventos do atletismo, conquistando um oitavo lugar no salto com vara e um nono lugar no arremesso de peso.